# USA:s Grand Prix 1987
USA:s Grand Prix 1987 eller Detroits Grand Prix 1987 var det femte av 16 lopp ingående i formel 1-VM 1987.

## Resultat
1. Ayrton Senna, Lotus-Honda, 9 poäng
2. Nelson Piquet, Williams-Honda, 6
3. Alain Prost, McLaren-TAG, 4
4. Gerhard Berger, Ferrari, 3
5. Nigel Mansell, Williams-Honda, 2
6. Eddie Cheever, Arrows-Megatron, 1
7. Stefan "Lill-Lövis" Johansson, McLaren-TAG
8. Christian Danner, Zakspeed
9. Riccardo Patrese, Brabham-BMW
10. Rene Arnoux, Ligier-Megatron
11. Jonathan Palmer, Tyrrell-Ford
12. Pascal Fabre, AGS-Ford

### Förare som bröt loppet
- Thierry Boutsen, Benetton-Ford (varv 52, bromsar)
- Piercarlo Ghinzani, Ligier-Megatron (51, koppling)
- Philippe Streiff, Tyrrell-Ford (44, hjul)
- Philippe Alliot, Larrousse (Lola-Ford) (38, olycka)
- Michele Alboreto, Ferrari (25, växellåda)
- Alessandro Nannini, Minardi-Motori Moderni (22, växellåda)
- Martin Brundle, Zakspeed (16, turbo)
- Derek Warwick, Arrows-Megatron (12, olycka)
- Ivan Capelli, March-Ford (9, elsystem)
- Teo Fabi, Benetton-Ford (6, olycka)
- Alex Caffi, Osella-Alfa Romeo (3, transmission)
- Andrea de Cesaris, Brabham-BMW (2, växellåda)
- Adrián Campos, Minardi-Motori Moderni (1, olycka)
- Satoru Nakajima, Lotus-Honda (0, olycka)

## VM-ställning
| Förarmästerskapet 1. Ayrton Senna, Lotus-Honda, 24 2. Alain Prost, McLaren-TAG, 22 3. Nelson Piquet, Williams-Honda, 18 | Konstruktörsmästerskapet 1. McLaren-TAG, 35 2. Williams-Honda, 30 3. Lotus-Honda, 27 |